# Condado de Almodóvar
El condado de Almodóvar es un título nobiliario español creado el 23 de mayo de 1791 por el rey Carlos IV a favor de Rafael Ortiz de Almodóvar y Pascual de Ibarra, con el vizcondado previo de "Casa Ortiz". Era hijo de Pascual Ortiz de Almodóvar y Martínez de Vera y de su esposa Josefa Pascual de Ibarra y Bojoni.
El 6 de noviembre de 1875 el rey Alfonso XII concedió a este título la grandeza de España, siendo Ildefonso Díez de Rivera y Valeriola el iv conde de Almodóvar.
Su denominación hace referencia al apellido del primer titular.

## Condes de Almodóvar
|                        | Titular                                            | Periodo                |
| Creación por Carlos IV | Creación por Carlos IV                             | Creación por Carlos IV |
| ---------------------- | -------------------------------------------------- | ---------------------- |
| i                      | Rafael Ortiz de Almodóvar y Pascual de Ibarra      | 1791-1810              |
| ii                     | Pascual José Ortiz de Amodóvar y Pascual de Ibarra | 1810-1811              |
| iii                    | Pascuala Valeriola y Ortiz de Almodóvar            | 1849-1851              |
| iv                     | Ildefonso Díez de Rivera y Valeriola               | 1851-1877              |
| v                      | Pedro Díez de Rivera y Muro                        | 1879-?                 |
| vi                     | Pedro Díez de Rivera y Figueroa                    | 1956-?                 |
| vii                    | María de los Dolores Díez de Rivera y Guillamas    | 1969-2018              |
| viii                   | Camilo Javier Juliá y Díez de Rivera               | 2018-                  |

## Historia de los Condes de Almodóvar
- Rafael Ortiz de Almodóvar y Pascual de Ibarra (1750-1810), i conde de Almodóvar.

1. Casó con Catalina Valcárcel Pío de Saboya. Sin descendientes.
2. Casó con Ana María Fontes Abat. Sin descendencia. Le sucedió su hermano:

- Pascual José Ortiz de Amodóvar y Pascual de Ibarra (1751-1811), ii conde de Almodóvar. Le sucedió, de su hermana Josefa Ortiz de Almodóvar y Pascual de Ibarra, que había casado con Elfo Vareliola y Riambau, la hija de ambos, por tanto su sobrina:

- Pascuala Valeriola y Ortiz de Almodóvar (1787-1851), iii condesa de Almodóvar.

1. Casó con Ildefonso Díez de Rivera y Muro. Le sucedió su hijo:

- Ildefonso Díez de Rivera y Valeriola (1816-1877), iv conde de Almodóvar.

1. Casó con Francisca de Paula Muro y Colmenares, hija de Joaquín José de Muro y Vidaurreta iii marqués de Someruelos. Le sucedió su hijo:

- Pedro Díez de Rivera y Muro (1843-1934), v conde de Almodóvar.

1. Casó con Francisca de Paula de Figueroa y Torres Sotomayor. Le sucedió su hijo:

- Pedro Díez de Rivera y Figueroa (1886-1967), vi conde de Almodóvar, vi marqués de Someruelos.

1. Casó con María de los Dolores Guillamas y Caro, ix condesa de Alcolea de Torote. Le sucedió su hija:

- María de los Dolores Díez de Rivera y Guillamas (1912-2018), vii condesa de Almodóvar.

1. Casó con Camilo Juliá de Bacardí, "marqués pontificio de Juliá". Le sucedió su hijo:

- Camilo Javier Juliá y Díez de Rivera (n. en 1941), viii conde de Almodóvar.